# Julião da Kutonda
Julião da Kutonda (ur. 5 kwietnia 1965, zm. 19 kwietnia 2004) – angolski piłkarz grający na pozycji obrońcy.

## Kariera klubowa
W swojej karierze piłkarskiej Kutonda grał w klubie Primeiro de Agosto.

## Kariera reprezentacyjna
W reprezentacji Angoli Kutonda zadebiutował w 1997 roku. W 1998 roku kadry Angoli na Puchar Narodów Afryki 1998. Na nim był rezerwowym zawodnikiem i nie rozegrał żadnego meczu. W kadrze narodowej grał do 2001 roku.